# Světová série

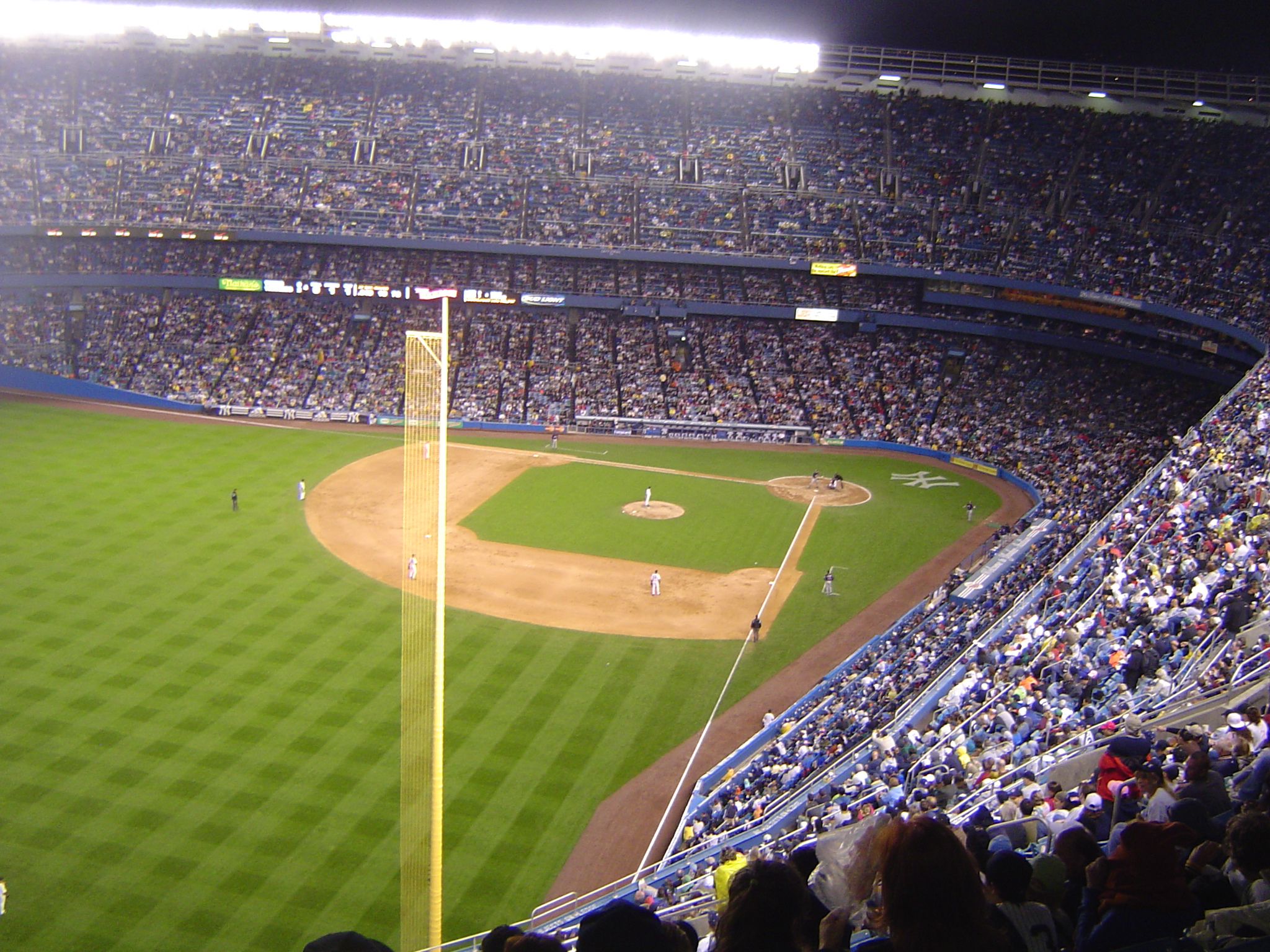
Stadion týmu New York Yankees.

Jako Světová série (v originále World Series) je označováno finále play-off baseballové ligy Major League Baseball v severní Americe. Hraje se každý rok na konci října. Ve Světové sérii se utkávají vítězné týmy Americké ligy a Národní ligy. Legendárním vítězem je klub New York Yankees, který vyhrál 27×. Úřadujícím mistrem (2024) je klub Los Angeles Dodgers.

## Výsledky Světové série
Následující tabulka obsahuje výsledky jednotlivých Světových sérií od roku 1903. Obvykle se hrálo na čtyři vítězné zápasy (výjimkami jsou roky 1903, 1919, 1920 a 1921, kdy bylo k ukončení série třeba pěti vítězných zápasů). Některé odkazy v tabulce jsou zdánlivě nesmyslné – ukazují na zcela jiný klub, než jaký je název tabulce. To je dáno stěhováním a přejmenováváním klubů MLB – například Washington Senators je opravdu dřívějším názvem dnešního klubu Minnesota Twins.
Po 120. Světové sérii v roce 2024:
- American League – 68 vítězství
- National League – 52 vítězství

Úspěšnost jednotlivých klubů ve Světové sérii lze najít v samostatném článku Seznam týmů MLB podle účasti ve Světové sérii.
| Poř. | Rok  | Vítěz                                      | Liga                                       | Výhry                                      | Poražený                                   | Liga                                       | Výhry                                      |                       |
| ---- | ---- | ------------------------------------------ | ------------------------------------------ | ------------------------------------------ | ------------------------------------------ | ------------------------------------------ | ------------------------------------------ | --------------------- |
| 1.   | 1903 | Boston Americans                           | AL                                         | 5                                          | Pittsburgh Pirates                         | NL                                         | 3                                          |                       |
| –    | 1904 | Bojkotováno ze strany New York Giants (NL) | Bojkotováno ze strany New York Giants (NL) | Bojkotováno ze strany New York Giants (NL) | Bojkotováno ze strany New York Giants (NL) | Bojkotováno ze strany New York Giants (NL) | Bojkotováno ze strany New York Giants (NL) |                       |
| 2.   | 1905 | New York Giants                            | NL                                         | 4                                          | Philadelphia Athletics                     | AL                                         | 1                                          |                       |
| 3.   | 1906 | Chicago White Sox                          | AL                                         | 4                                          | Chicago Cubs                               | NL                                         | 2                                          |                       |
| 4.   | 1907 | Chicago Cubs                               | NL                                         | 4                                          | Detroit Tigers                             | AL                                         | 0                                          |                       |
| 5.   | 1908 | Chicago Cubs                               | NL                                         | 4                                          | Detroit Tigers                             | AL                                         | 1                                          |                       |
| 6.   | 1909 | Pittsburgh Pirates                         | NL                                         | 4                                          | Detroit Tigers                             | AL                                         | 3                                          |                       |
| 7.   | 1910 | Philadelphia Athletics                     | AL                                         | 4                                          | Chicago Cubs                               | NL                                         | 1                                          |                       |
| 8.   | 1911 | Philadelphia Athletics                     | AL                                         | 4                                          | New York Giants                            | NL                                         | 2                                          |                       |
| 9.   | 1912 | Boston Red Sox                             | AL                                         | 4                                          | New York Giants                            | NL                                         | 3                                          |                       |
| 10.  | 1913 | Philadelphia Athletics                     | AL                                         | 4                                          | New York Giants                            | NL                                         | 1                                          |                       |
| 11.  | 1914 | Boston Braves                              | NL                                         | 4                                          | Philadelphia Athletics                     | AL                                         | 0                                          |                       |
| 12.  | 1915 | Boston Red Sox                             | AL                                         | 4                                          | Philadelphia Phillies                      | NL                                         | 1                                          |                       |
| 13.  | 1916 | Boston Red Sox                             | AL                                         | 4                                          | Brooklyn Robins/Dodgers                    | NL                                         | 1                                          |                       |
| 14.  | 1917 | Chicago White Sox                          | AL                                         | 4                                          | New York Giants                            | NL                                         | 2                                          |                       |
| 15.  | 1918 | Boston Red Sox                             | AL                                         | 4                                          | Chicago Cubs                               | NL                                         | 2                                          |                       |
| 16.  | 1919 | Cincinnati Reds                            | NL                                         | 5                                          | Chicago White Sox                          | AL                                         | 3                                          |                       |
| 17.  | 1920 | Cleveland Indians                          | AL                                         | 5                                          | Brooklyn Robins/Dodgers                    | NL                                         | 2                                          |                       |
| 18.  | 1921 | New York Giants                            | NL                                         | 5                                          | New York Yankees                           | AL                                         | 3                                          |                       |
| 19.  | 1922 | New York Giants                            | NL                                         | 4                                          | New York Yankees                           | AL                                         | 0                                          |                       |
| 20.  | 1923 | New York Yankees                           | AL                                         | 4                                          | New York Giants                            | NL                                         | 2                                          |                       |
| 21.  | 1924 | Washington Senators                        | AL                                         | 4                                          | New York Giants                            | NL                                         | 3                                          |                       |
| 22.  | 1925 | Pittsburgh Pirates                         | NL                                         | 4                                          | Washington Senators                        | AL                                         | 3                                          |                       |
| 23.  | 1926 | St. Louis Cardinals                        | NL                                         | 4                                          | New York Yankees                           | AL                                         | 3                                          |                       |
| 24.  | 1927 | New York Yankees                           | AL                                         | 4                                          | Pittsburgh Pirates                         | NL                                         | 0                                          |                       |
| 25.  | 1928 | New York Yankees                           | AL                                         | 4                                          | St. Louis Cardinals                        | NL                                         | 0                                          |                       |
| 26.  | 1929 | Philadelphia Athletics                     | AL                                         | 4                                          | Chicago Cubs                               | NL                                         | 1                                          |                       |
| 27.  | 1930 | Philadelphia Athletics                     | AL                                         | 4                                          | St. Louis Cardinals                        | NL                                         | 2                                          |                       |
| 28.  | 1931 | St. Louis Cardinals                        | NL                                         | 4                                          | Philadelphia Athletics                     | AL                                         | 3                                          |                       |
| 29.  | 1932 | New York Yankees                           | AL                                         | 4                                          | Chicago Cubs                               | NL                                         | 0                                          |                       |
| 30.  | 1933 | New York Giants                            | NL                                         | 4                                          | Washington Senators                        | AL                                         | 1                                          |                       |
| 31.  | 1934 | St. Louis Cardinals                        | NL                                         | 4                                          | Detroit Tigers                             | AL                                         | 3                                          |                       |
| 32.  | 1935 | Detroit Tigers                             | AL                                         | 4                                          | Chicago Cubs                               | NL                                         | 2                                          |                       |
| 33.  | 1936 | New York Yankees                           | AL                                         | 4                                          | New York Giants                            | NL                                         | 2                                          |                       |
| 34.  | 1937 | New York Yankees                           | AL                                         | 4                                          | New York Giants                            | NL                                         | 1                                          |                       |
| 35.  | 1938 | New York Yankees                           | AL                                         | 4                                          | Chicago Cubs                               | NL                                         | 0                                          |                       |
| 36.  | 1939 | New York Yankees                           | AL                                         | 4                                          | Cincinnati Reds                            | NL                                         | 0                                          |                       |
| 37.  | 1940 | Cincinnati Reds                            | NL                                         | 4                                          | Detroit Tigers                             | AL                                         | 3                                          |                       |
| 38.  | 1941 | New York Yankees                           | AL                                         | 4                                          | Brooklyn Dodgers                           | NL                                         | 1                                          |                       |
| 39.  | 1942 | St. Louis Cardinals                        | NL                                         | 4                                          | New York Yankees                           | AL                                         | 1                                          |                       |
| 40.  | 1943 | New York Yankees                           | AL                                         | 4                                          | St. Louis Cardinals                        | NL                                         | 1                                          |                       |
| 41.  | 1944 | St. Louis Cardinals                        | NL                                         | 4                                          | St. Louis Browns                           | AL                                         | 2                                          |                       |
| 42.  | 1945 | Detroit Tigers                             | AL                                         | 4                                          | Chicago Cubs                               | NL                                         | 3                                          |                       |
| 43.  | 1946 | St. Louis Cardinals                        | NL                                         | 4                                          | Boston Red Sox                             | AL                                         | 3                                          |                       |
| 44.  | 1947 | New York Yankees                           | AL                                         | 4                                          | Brooklyn Dodgers                           | NL                                         | 3                                          |                       |
| 45.  | 1948 | Cleveland Indians                          | AL                                         | 4                                          | Boston Braves                              | NL                                         | 2                                          |                       |
| 46.  | 1949 | New York Yankees                           | AL                                         | 4                                          | Brooklyn Dodgers                           | NL                                         | 1                                          |                       |
| 47.  | 1950 | New York Yankees                           | AL                                         | 4                                          | Philadelphia Phillies                      | NL                                         | 0                                          |                       |
| 48.  | 1951 | New York Yankees                           | AL                                         | 4                                          | New York Giants                            | NL                                         | 2                                          |                       |
| 49.  | 1952 | New York Yankees                           | AL                                         | 4                                          | Brooklyn Dodgers                           | NL                                         | 3                                          |                       |
| 50.  | 1953 | New York Yankees                           | AL                                         | 4                                          | Brooklyn Dodgers                           | NL                                         | 2                                          |                       |
| 51.  | 1954 | New York Giants                            | NL                                         | 4                                          | Cleveland Indians                          | AL                                         | 0                                          |                       |
| 52.  | 1955 | Brooklyn Dodgers                           | NL                                         | 4                                          | New York Yankees                           | AL                                         | 3                                          |                       |
| 53.  | 1956 | New York Yankees                           | AL                                         | 4                                          | Brooklyn Dodgers                           | NL                                         | 3                                          |                       |
| 54.  | 1957 | Milwaukee Braves                           | NL                                         | 4                                          | New York Yankees                           | AL                                         | 3                                          |                       |
| 55.  | 1958 | New York Yankees                           | AL                                         | 4                                          | Milwaukee Braves                           | NL                                         | 3]                                         |                       |
| 56.  | 1959 | Los Angeles Dodgers                        | NL                                         | 4                                          | Chicago White Sox                          | AL                                         | 2                                          |                       |
| 57.  | 1960 | Pittsburgh Pirates                         | NL                                         | 4                                          | New York Yankees                           | AL                                         | 3                                          |                       |
| 58.  | 1961 | New York Yankees                           | AL                                         | 4                                          | Cincinnati Reds                            | NL                                         | 1                                          |                       |
| 59.  | 1962 | New York Yankees                           | AL                                         | 4                                          | San Francisco Giants                       | NL                                         | 3                                          |                       |
| 60.  | 1963 | Los Angeles Dodgers                        | NL                                         | 4                                          | New York Yankees                           | AL                                         | 0                                          |                       |
| 61.  | 1964 | St. Louis Cardinals                        | NL                                         | 4                                          | New York Yankees                           | AL                                         | 3                                          |                       |
| 62.  | 1965 | Los Angeles Dodgers                        | NL                                         | 4                                          | Minnesota Twins                            | AL                                         | 3                                          |                       |
| 63.  | 1966 | Baltimore Orioles                          | AL                                         | 4                                          | Los Angeles Dodgers                        | NL                                         | 0                                          |                       |
| 64.  | 1967 | St. Louis Cardinals                        | NL                                         | 4                                          | Boston Red Sox                             | AL                                         | 3                                          |                       |
| 65.  | 1968 | Detroit Tigers                             | AL                                         | 4                                          | St. Louis Cardinals                        | NL                                         | 3                                          |                       |
| 66.  | 1969 | New York Mets                              | NL                                         | 4                                          | Baltimore Orioles                          | AL                                         | 1                                          |                       |
| 67.  | 1970 | Baltimore Orioles                          | AL                                         | 4                                          | Cincinnati Reds                            | NL                                         | 1                                          |                       |
| 68.  | 1971 | Pittsburgh Pirates                         | NL                                         | 4                                          | Baltimore Orioles                          | AL                                         | 3                                          |                       |
| 69.  | 1972 | Oakland Athletics                          | AL                                         | 4                                          | Cincinnati Reds                            | NL                                         | 3                                          |                       |
| 70.  | 1973 | Oakland Athletics                          | AL                                         | 4                                          | New York Mets                              | NL                                         | 3                                          |                       |
| 71.  | 1974 | Oakland Athletics                          | AL                                         | 4                                          | Los Angeles Dodgers                        | NL                                         | 1                                          |                       |
| 72.  | 1975 | Cincinnati Reds                            | NL                                         | 4                                          | Boston Red Sox                             | AL                                         | 3                                          |                       |
| 73.  | 1976 | Cincinnati Reds                            | NL                                         | 4                                          | New York Yankees                           | AL                                         | 0                                          |                       |
| 74.  | 1977 | New York Yankees                           | AL                                         | 4                                          | Los Angeles Dodgers                        | NL                                         | 2                                          |                       |
| 75.  | 1978 | New York Yankees                           | AL                                         | 4                                          | Los Angeles Dodgers                        | NL                                         | 2                                          |                       |
| 76.  | 1979 | Pittsburgh Pirates                         | NL                                         | 4                                          | Baltimore Orioles                          | AL                                         | 3                                          |                       |
| 77.  | 1980 | Philadelphia Phillies                      | NL                                         | 4                                          | Kansas City Royals                         | AL                                         | 2                                          |                       |
| 78.  | 1981 | Los Angeles Dodgers                        | NL                                         | 4                                          | New York Yankees                           | AL                                         | 2                                          |                       |
| 79.  | 1982 | St. Louis Cardinals                        | NL                                         | 4                                          | Milwaukee Brewers                          | AL                                         | 3                                          |                       |
| 80.  | 1983 | Baltimore Orioles                          | AL                                         | 4                                          | Philadelphia Phillies                      | NL                                         | 1                                          |                       |
| 81.  | 1984 | Detroit Tigers                             | AL                                         | 4                                          | San Diego Padres                           | NL                                         | 1                                          |                       |
| 82.  | 1985 | Kansas City Royals                         | AL                                         | 4                                          | St. Louis Cardinals                        | NL                                         | 3                                          |                       |
| 83.  | 1986 | New York Mets                              | NL                                         | 4                                          | Boston Red Sox                             | AL                                         | 3                                          |                       |
| 84.  | 1987 | Minnesota Twins                            | AL                                         | 4                                          | St. Louis Cardinals                        | NL                                         | 3                                          |                       |
| 85.  | 1988 | Los Angeles Dodgers                        | NL                                         | 4                                          | Oakland Athletics                          | AL                                         | 1                                          |                       |
| 86.  | 1989 | Oakland Athletics                          | AL                                         | 4                                          | San Francisco Giants                       | NL                                         | 0                                          |                       |
| 87.  | 1990 | Cincinnati Reds                            | NL                                         | 4                                          | Oakland Athletics                          | AL                                         | 0                                          |                       |
| 88.  | 1991 | Minnesota Twins                            | AL                                         | 4                                          | Atlanta Braves                             | NL                                         | 3                                          |                       |
| 89.  | 1992 | Toronto Blue Jays                          | AL                                         | 4                                          | Atlanta Braves                             | NL                                         | 2                                          |                       |
| 90.  | 1993 | Toronto Blue Jays                          | AL                                         | 4                                          | Philadelphia Phillies                      | NL                                         | 2                                          |                       |
| –    | 1994 | Nehráno kvůli stávce.                      | Nehráno kvůli stávce.                      | Nehráno kvůli stávce.                      | Nehráno kvůli stávce.                      | Nehráno kvůli stávce.                      | Nehráno kvůli stávce.                      | Nehráno kvůli stávce. |
| 91.  | 1995 | Atlanta Braves                             | NL                                         | 4                                          | Cleveland Indians                          | AL                                         | 2                                          |                       |
| 92.  | 1996 | New York Yankees                           | AL                                         | 4                                          | Atlanta Braves                             | NL                                         | 2                                          |                       |
| 93.  | 1997 | Florida Marlins                            | NL                                         | 4                                          | Cleveland Indians                          | AL                                         | 3                                          |                       |
| 94.  | 1998 | New York Yankees                           | AL                                         | 4                                          | San Diego Padres                           | NL                                         | 0                                          |                       |
| 95.  | 1999 | New York Yankees                           | AL                                         | 4                                          | Atlanta Braves                             | NL                                         | 0                                          |                       |
| 96.  | 2000 | New York Yankees                           | AL                                         | 4                                          | New York Mets                              | NL                                         | 1                                          |                       |
| 97.  | 2001 | Arizona Diamondbacks                       | NL                                         | 4                                          | New York Yankees                           | AL                                         | 3                                          |                       |
| 98.  | 2002 | Anaheim Angels                             | AL                                         | 4                                          | San Francisco Giants                       | NL                                         | 3                                          |                       |
| 99.  | 2003 | Florida Marlins                            | NL                                         | 4                                          | New York Yankees                           | AL                                         | 2                                          |                       |
| 100. | 2004 | Boston Red Sox                             | AL                                         | 4                                          | St. Louis Cardinals                        | NL                                         | 0                                          |                       |
| 101. | 2005 | Chicago White Sox                          | AL                                         | 4                                          | Houston Astros                             | NL                                         | 0                                          |                       |
| 102. | 2006 | St. Louis Cardinals                        | NL                                         | 4                                          | Detroit Tigers                             | AL                                         | 1                                          |                       |
| 103. | 2007 | Boston Red Sox                             | AL                                         | 4                                          | Colorado Rockies                           | NL                                         | 0                                          |                       |
| 104. | 2008 | Philadelphia Phillies                      | NL                                         | 4                                          | Tampa Bay Rays                             | AL                                         | 1                                          |                       |
| 105. | 2009 | New York Yankees                           | AL                                         | 4                                          | Philadelphia Phillies                      | NL                                         | 2                                          |                       |
| 106. | 2010 | San Francisco Giants                       | NL                                         | 4                                          | Texas Rangers                              | AL                                         | 1                                          |                       |
| 107. | 2011 | St. Louis Cardinals                        | NL                                         | 4                                          | Texas Rangers                              | AL                                         | 3                                          |                       |
| 108. | 2012 | San Francisco Giants                       | NL                                         | 4                                          | Detroit Tigers                             | AL                                         | 0                                          |                       |
| 109. | 2013 | Boston Red Sox                             | AL                                         | 4                                          | St. Louis Cardinals                        | NL                                         | 2                                          |                       |
| 110. | 2014 | San Francisco Giants                       | NL                                         | 4                                          | Kansas City Royals                         | AL                                         | 3                                          |                       |
| 111. | 2015 | Kansas City Royals                         | AL                                         | 4                                          | New York Mets                              | NL                                         | 1                                          |                       |
| 112. | 2016 | Chicago Cubs                               | NL                                         | 4                                          | Cleveland Indians                          | AL                                         | 3                                          |                       |
| 113. | 2017 | Houston Astros                             | AL                                         | 4                                          | Los Angeles Dodgers                        | NL                                         | 3                                          |                       |
| 114. | 2018 | Boston Red Sox                             | AL                                         | 4                                          | Los Angeles Dodgers                        | NL                                         | 1                                          |                       |
| 115. | 2019 | Washington Nationals                       | NL                                         | 4                                          | Houston Astros                             | AL                                         | 3                                          |                       |
| 116. | 2020 | Los Angeles Dodgers                        | NL                                         | 4                                          | Tampa Bay Rays                             | AL                                         | 2                                          |                       |
| 117. | 2021 | Atlanta Braves                             | NL                                         | 4                                          | Houston Astros                             | AL                                         | 2                                          |                       |
| 118. | 2022 | Houston Astros                             | AL                                         | 4                                          | Philadelphia Phillies                      | NL                                         | 2                                          |                       |
| 119  | 2023 | Texas Rangers                              | AL                                         | 4                                          | Arizona Diamondbacks                       | NL                                         | 1                                          |                       |
| 120  | 2024 | Los Angeles Dodgers                        | NL                                         | 4                                          | New York Yankees                           | AL                                         | 1                                          |                       |